# Martín Colombo
Rubén Martín Colombo Rivero (Mercedes, 12 aprile 1985) è un ex calciatore uruguaiano, di ruolo attaccante.